# Prvenstvo Hrvatske u hokeju na ledu 1998./99.
Prvenstvo Hrvatske u hokeju na ledu za sezonu 1998./99. je treći put zaredom osvojio Medveščak iz Zagreba.

## Sudionici
- INA, Sisak
- Medveščak, Zagreb
- Mladost, Zagreb
- Zagreb, Zagreb

## Ljestvica i rezultati

### Ligaški dio
| mj | klub      | ut | pob | ner | por | gol+ | gol- | bod |
| -- | --------- | -- | --- | --- | --- | ---- | ---- | --- |
| 1. | Medveščak | 9  | 7   | 0   | 2   | 64   | 27   | 14  |
| 2. | Zagreb    | 9  | 6   | 0   | 3   | 49   | 32   | 12  |
| 3. | Mladost   | 9  | 5   | 0   | 4   | 52   | 36   | 10  |
| 4. | INA Sisak | 9  | 0   | 0   | 9   | 28   | 98   | 0   |

### Doigravanje
| klub1                      | serija        | klub2         | rezultati        |
| poluzavršnica              | poluzavršnica | poluzavršnica | poluzavršnica    |
| -------------------------- | ------------- | ------------- | ---------------- |
| Medveščak                  | 2-0           | INA Sisak     | 14:5*, 5:0       |
| Zagreb                     | 2-1           | Mladost       | 2:5*, 6:4, 4:1   |
|                            |               |               |                  |
| za treće mjesto            |               |               |                  |
| Mladost                    | 2-0           | INA Sisak     | 5:0 bb *, 5:0 bb |
|                            |               |               |                  |
| za prvaka                  |               |               |                  |
| Medveščak                  | 3-0           | Zagreb        | 8:4*, 3:1, 5:4*  |
|                            |               |               |                  |
| * domaća utakmica za klub1 |               |               |                  |

## Hrvatski klubovi u međunarodnim natjecanjima
- Continental Cup
  - Medveščak, Zagreb
  - Mladost, Zagreb

## Poveznice i izvori
- passionhockey.com, Prvenstvo Hrvatske u hokeju na ledu 1998./99.
- Kruno Sabolić: Hrvatski športski almanah 1999/2000, Zagreb, 2000.